# Разрыв селезёнки
Разрыв селезёнки — патология, вызванная телесным нарушением анатомической структурной целостности органа, сопровождается очень тяжёлыми симптомами. Часто сочетается с повреждением других органов брюшной полости.  Поскольку орган хорошо снабжается кровью, существует вероятность обильного кровотечения, которое представляет непосредственную опасность для жизни и требует проведения немедленного оперативного вмешательства.

## Причины разрыва селезёнки
Основная причина разрыва селезёнки – это тупая травма брюшной полости. В некоторых случаях спровоцировать разрыв может проникающее ранение (ножевое или огнестрельное), патологический процесс, сопровождающийся спленомегалией и повышением рыхлости паренхимы, а также большой объем крови, который формируется во время вынашивания ребёнка.

## Классификация
Повреждения селезёнки классифицируют по 5 степеням тяжести:
| Степень     | Вид повреждения                | Описание повреждени |
| ----------- | ------------------------------ | --- |
| I степень   | Гематома, разрыв, рана.        | Подкапсульная гематома <10% поверхности или повреждение <1 см в глубину,                                                            |
| II степень  | Гематома, разрыв, рана.        | Подкапсульная гематома от 10% до 50%, повреждение 1-3 см в глубину без повреждения трабекулярных сосудов,                           |
| III степень | Гематома, разрыв, рана.        | Подкапсульная гематома >50% поверхности, повреждение >5 см в глубину или любая увеличивающаяся гематома с разрывом и кровотечением. |
| IV степень  | Разрыв.                        | С вовлечением сегментарных сосудов или сосудов в воротах с деваскуляризацией >25%.                                                  |
| V степень   | Разрыв, сосудистые повреждения | Фрагментация селезёнки и отрыв сосудистой ножки.                                                                                    |

## Использованная литература
- Травма живота / Урман М.Г. - 2003
- Травма живота / Лебедев Н.В., Бархударов А.А., Климов А.Е. - 2016
- Неотложная хирургия брюшной полости / Скрипниченко Д.Ф. - 1986
- Комахидзе М. Э. Селезенка / АН ГССР. Институт экспериментальной морфологии. — М.: Наука, 1971.
- Общая патология человека: Руководство для врачей / Под ред. А. И. Струкова, В. В. Серова, Д. С. Саркисова: В 2 т.— Т. 2.— М., 1990.